# Associació Internacional de Fiscals
L'Associació Internacional de Fiscals (IAP, per les seves sigles en anglès) és una organització sense ànim de lucre, creada per les Nacions Unides el 1995 amb seu a Viena, Àustria, que reuneix a fiscalies i associacions de fiscals de tot el món.
L'organització compta amb uns 300.000 membres i 165 organitzacions en més de 120 països, agrupats en 96 jurisdiccions. Segons la seva pàgina web, dels afiliats s'espera que es comprometin amb els estàndards de responsabilitat professional de l'associació i amb la Declaració dels Deures i Drets Essencials dels Fiscals, adoptada en 1999.
La creació de la IAP va tenir els seus orígens en el ràpid creixement de la delinqüència transnacional en els anys 90 a causa dels avanços tecnològics en transport i telecomunicacions, sobretot per tractar delictes com el narcotràfic, el blanqueig de diners i el frau.
L'associació concedeix als seus afiliats el dret a assistir a la seva assemblea anual i participar en debats i conferències de contingut professional i social, oferint l'oportunitat per establir contactes amb fiscals de diferents països i conèixer els seus reptes a nivell nacional i global. Les conferències regionals a Àfrica, Amèrica Llatina, Europa Occidental, Europa de l'Est i Àsia central, Amèrica del Nord i el Carib i l'Àsia-Pacífic són des de fa anys esdeveniments regulars en la IAP.
A través de la web de l'associació, que alberga el Fòrum per a la Justícia Penal Internacional - una eina molt freqüentada pels fiscals de tot el món, es pot accedir a la Xarxa Global de Delictes Fiscals, i alhora tenir accés a una gran quantitat d'informació sobre delictes cibernètics. L'associació també publica butlletins periòdics que es distribueixen entre els seus membres.